# CARE Internacional

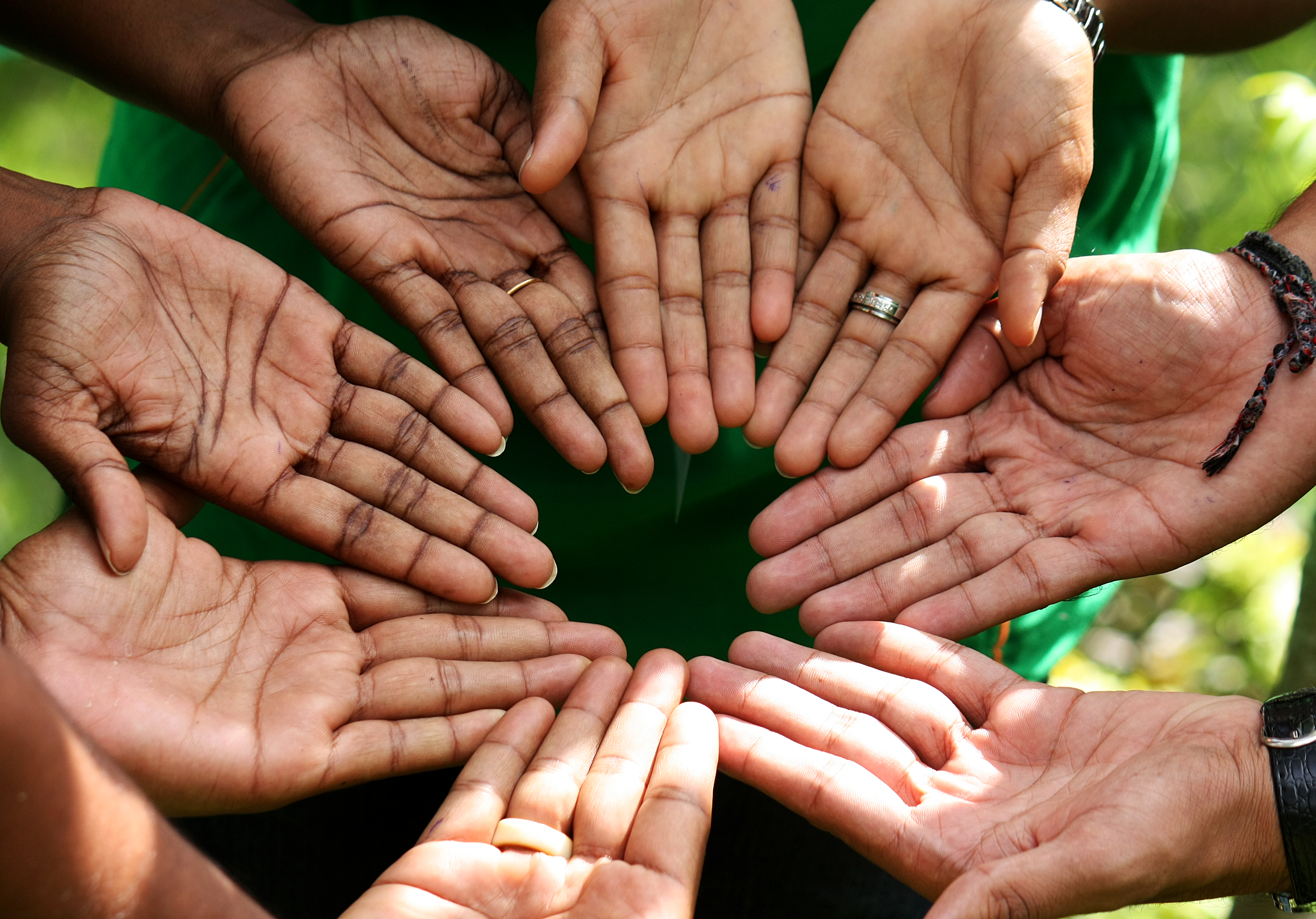
Staffs in Sri Lanka imitate the logo of CARE International

CARE (Cooperative for Assistance and Relief Everywhere (del inglés "Cooperativa de asistencia y socorro en todas partes"), antiguamente Cooperative for American Remittances to Europe (del inglés Cooperativa de remesas estadounidenses a Europa) es una importante  agencia humanitaria que brinda ayuda de emergencia y proyectos a largo plazo de desarrollo internacional. Fundada en 1945, CARE es no religiosa, imparcial y no gubernamental u ONG. Es una de las organizaciones de ayuda humanitaria más grandes y antiguas enfocada en combatir la pobreza global. En 2016, CARE informó haber trabajado en 94 países, apoyando 962 proyectos de lucha contra la pobreza  y proyectos de ayuda humanitaria, y llegando a más de 80 millones de personas y 256 millones de personas indirectamente.
Los programas de CARE en el mundo en desarrollo abordan una amplia gama de temas que incluyen  respuesta a emergencias, seguridad alimentaria, agua y saneamiento, desarrollo económico, cambio climático, agricultura, educación y  salud. CARE también  aboga a nivel local, nacional e internacional para el cambio de política pública y los derechos de las personas pobres. Dentro de cada una de estas áreas, CARE se enfoca en empoderar y satisfacer las necesidades de mujeres y niñas y promover igualdad de género.
CARE International es una confederación de catorce miembros nacionales, cada uno de los cuales está registrado como una organización no gubernamental autónoma en el país y cuatro miembros afiliados.

## Historia

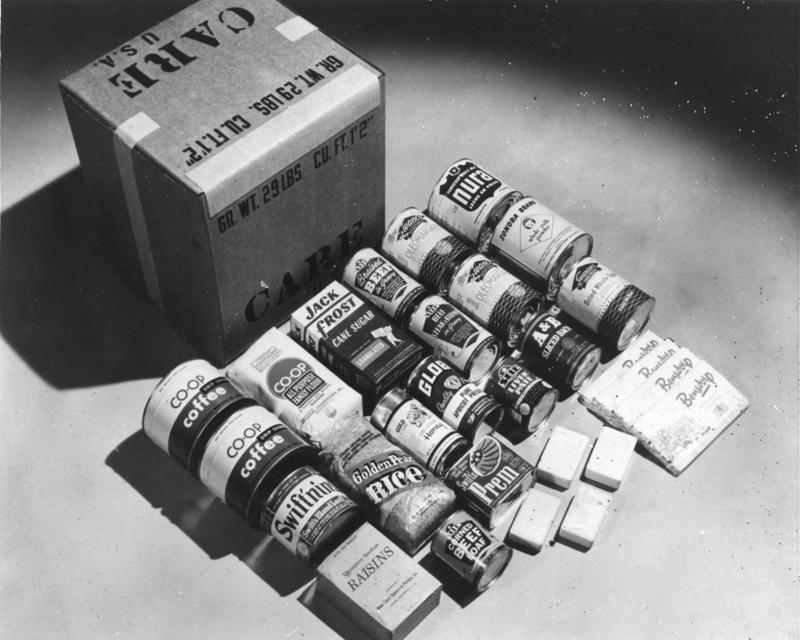
A CARE Package shipped in 1948.

### 1945–1949: Orígenes y el paquete CARE
CARE, entonces la Cooperativa de Remesas Americanas a Europa, fue fundada formalmente el 27 de noviembre de 1945, y originalmente estaba destinado a ser una organización temporal. Segunda Guerra Mundial había terminado en agosto del mismo año. Después de la presión del público y el Congreso de los Estados Unidos, el presidente Harry S. Truman acordó permitir que las organizaciones privadas brinden ayuda a los que morían de hambre debido a la guerra. CARE fue inicialmente un consorcio de veintidós organizaciones benéficas estadounidenses (una mezcla de  cívica, religiosa, cooperativa, agrícola y  organizaciones laborales) con el propósito de entregar comida y  ayuda a Europa en la Posguerra de la Segunda Guerra Mundial. La organización entregó sus primeros paquetes de alimentos en 1946.
La ayuda alimentaria de CARE tomó la forma de Paquete CARE, que al principio se entregaron a individuos específicos, los estadounidenses pagaron US$ 10 para enviar un paquete de alimentos CARE a un ser querido en Europa, a menudo un miembro de la familia. El presidente Truman compró el primer paquete CARE.: p.1  CARE garantizó la entrega dentro de cuatro meses a cualquier persona en Europa, incluso si habían abandonado su última dirección conocida, y devolvían un recibo de entrega firmado al remitente. Debido a que los  correos europeos no eran confiables en el momento, estos recibos firmados eran a veces la primera confirmación de que el destinatario había sobrevivido a la guerra.
Los primeros paquetes de CARE fueron de hecho excedentes de raciones del ejército estadounidense "diez en uno" (diseñados para contener las comidas de un día para diez personas). A principios de 1946, CARE compró 2,8 millones de estos paquetes de raciones almacenadas, originalmente destinados a la  invasión de Japón, y comenzó a anunciarse en Estados Unidos. El 11 de mayo de 1946, seis meses después de la incorporación de la agencia, se entregaron los primeros Paquetes CARE en El Havre, Francia. Estos paquetes contenían alimentos básicos como  enlatado de carnes, leche en polvo, fruta seca y grasas junto con algunos artículos confortables como chocolate, café y cigarrillos. (varios en miembros de la Junta Directiva de CARE deseaban quitar los cigarrillos, pero se consideró poco práctico abrir y volver a cerrar 2.8 millones de cajas.) 1946 también marcó la primera expansión de CARE fuera del Estados Unidos con el establecimiento de una oficina en Canadá.
A principios de 1947, el suministro de paquetes de raciones "diez en uno" se había agotado y CARE comenzó a armar sus propios paquetes. Estos nuevos paquetes fueron diseñados con la ayuda de un nutricionista. No incluían cigarrillos y se adaptaron un poco por destino, se desarrollaron paquetes kosher y, por ejemplo, paquetes para Reino Unido incluían té en lugar de café y paquetes para Italia incluido pasta. En 1949, CARE ofreció y envió más de doce paquetes diferentes.
Aunque la organización originalmente tenía la intención de entregar paquetes solo a individuos específicos, dentro de un año CARE comenzó a entregar paquetes dirigidos, por ejemplo, "a una maestra" o simplemente "a una persona hambrienta en Europa".: p.18  Estas donaciones no especificadas continuaron y, a principios de 1948, la junta directiva de CARE votó por un estrecho margen para avanzar y continuar oficialmente con donaciones no especificadas y expandirse a un ayuda más general. Algunas agencias que fueron miembros fundadoras no estuvieron de acuerdo con este cambio, argumentando que una ayuda más general sería una duplicación del trabajo de otras agencias, pero  los donantes reaccionó favorablemente, las contribuciones aumentaron y esta decisión marcaría el comienzo del cambio de CARE hacia un mandato más amplio.
Entre las primeras entregas de 1946 y las últimas entregas europeas de 1956, se distribuyeron millones de paquetes CARE en toda Europa, más del 50% de ellos en Alemania incluidos muchos entregados como parte del puente aéreo de Berlín en respuesta al  Bloqueo soviético de Berlín de 1948.
La Ley Agrícola de 1949 de Los Estados Unidos pusieron a disposición los excedentes de productos agrícolas de ese país, para ser enviados al extranjero como ayuda, ya sea directamente por el Gobierno federal de los Estados Unidos o por ONGs, incluida CARE. En 1954 Ley Pública 480, también conocida como la Ley de Alimentos para la Paz, amplió aún más la disponibilidad de excedentes de alimentos estadounidenses como ayuda. Esta ley permitió a CARE expandir sus programas de alimentación y operaciones de socorro en casos de desastre considerablemente, y entre 1949 y 2009 CARE usó cientos de millones de dólares en excedentes  commodities en ayuda en desastres y programas tales como provisión de almuerzo escolar.

### 1949–1956: Transición fuera de Europa
Aunque la misión de la organización se había centrado originalmente en Europa, en julio de 1948 CARE abrió su primera misión no europea, en Japón. Siguieron las entregas a China y Corea, que CARE describió como ayuda a áreas "implicadas por la Segunda Guerra Mundial".: p.119  En 1949, CARE ingresó al mundo en desarrollo por primera vez, lanzando programas en Filipinas. Los proyectos en India, Pakistán y México comenzaron poco después. 1949 también marcó la primera expansión de CARE en ayuda no alimentaria con el desarrollo de paquetes de "autoayuda" que contienen herramientas para la agricultura, la carpintería y otros oficios. En 1953, debido a su expansión a proyectos fuera de Europa, CARE cambió el significado de su acrónimo a "Cooperativa para las remesas estadounidenses a todas partes".
A medida que Europa se recuperaba económicamente, CARE enfrentó la necesidad de revaluar su misión. En 1955, varios miembros de la junta directiva argumentaron que con la recuperación europea, el mandato de CARE había terminado y la organización debería disolverse. Sin embargo, otros miembros de la junta consideraron que la misión de CARE debería continuar aunque con un nuevo enfoque en el mundo en desarrollo. En julio de 1955, la junta directiva votó para continuar y expandir los proyectos CARE fuera de Europa. Paul Comly French, el director ejecutivo de CARE en ese momento, renunció al debate. El nuevo director ejecutivo Richard W. Reuter se hizo cargo en 1955 y ayudó a dirigir la organización en una nueva dirección. Veintidós de las cuarenta y dos misiones de CARE se cerraron, principalmente en países europeos, y los esfuerzos se concentraron en la distribución de alimentos y la respuesta de emergencia en el mundo en desarrollo. En 1956, CARE distribuyó alimentos a los refugiados de la Revolución húngara de 1956, y esta sería una de las últimas operaciones de CARE en Europa durante muchos años.

### 1957–1975: Transición hacia un trabajo de desarrollo más amplio

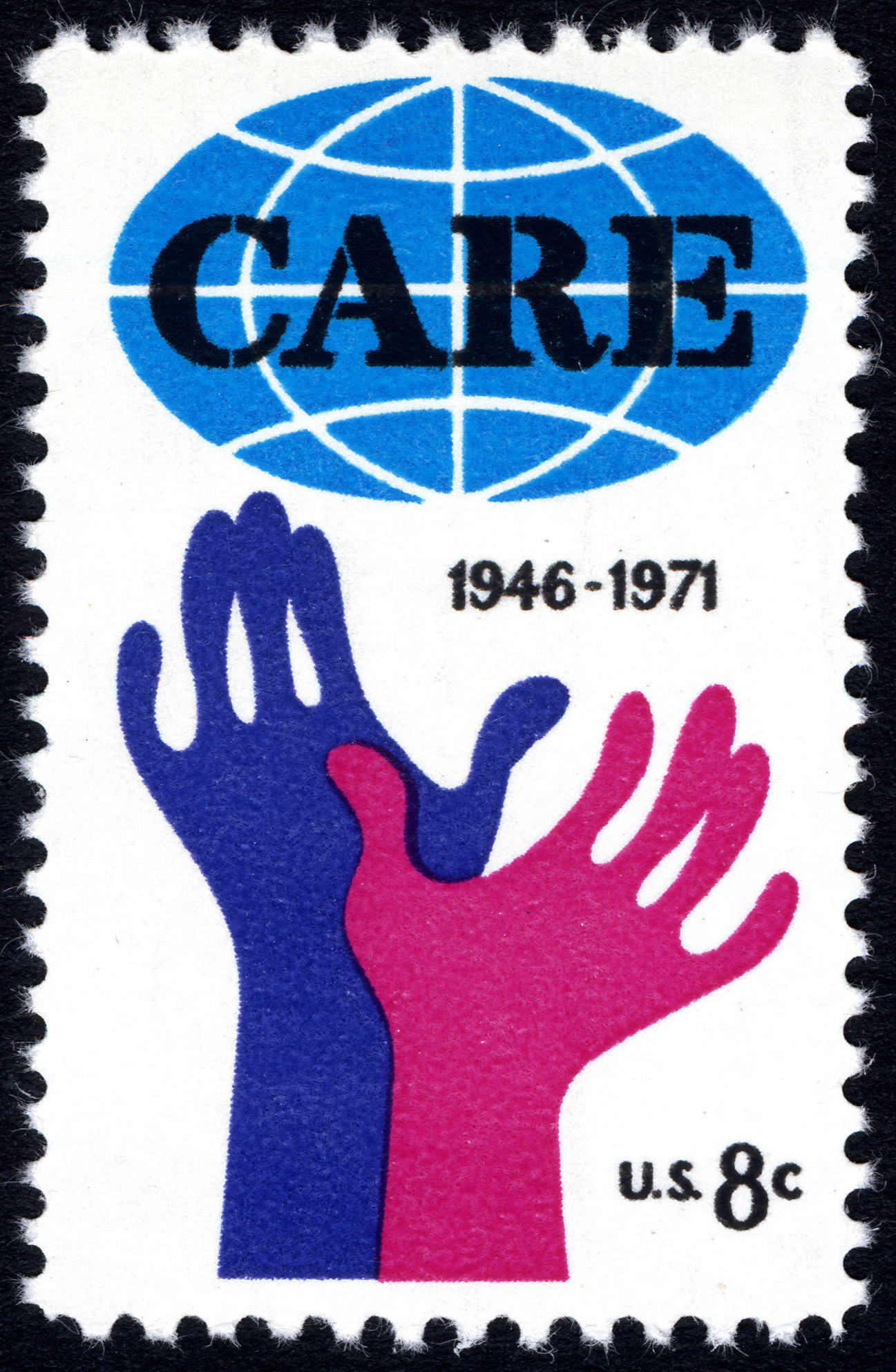
CARE sello conmemorativo de EE. UU.

Con un enfoque geográfico mayor, surgió un enfoque ampliado cuando CARE comenzó a expandirse más allá de su programa original de distribución de alimentos. Para reflejar estos nuevos objetivos más amplios, en 1959 CARE cambió el significado de sus siglas por segunda vez, convirtiéndose en la "Cooperativa para el alivio estadounidense en todas partes". Como reflejo de este alcance ampliado, CARE se involucró en 1961 con el establecimiento del Presidente John F. Kennedy del Cuerpo de Paz. CARE se encargó de seleccionar y capacitar al primer grupo de voluntarios, que luego serían enviados a proyectos de desarrollo en Colombia. El Cuerpo de Paz asumió un mayor control sobre la capacitación de los Voluntarios del Cuerpo de Paz en misiones posteriores, pero CARE continuó proporcionando directores de país al Cuerpo de Paz hasta que los proyectos conjuntos CARE-Cuerpo de Paz terminaron en 1967.
En 1962, CARE se fusionó y absorbió la organización de asistencia médica MEDICO, con la que había estado trabajando estrechamente durante varios años anteriormente. La fusión aumentó considerablemente la capacidad de CARE para ofrecer programas de salud, incluido personal médico capacitado y suministros médicos.
Durante esta transición, el Paquete CARE original se eliminó gradualmente. El último paquete de alimentos se entregó en 1967 y el último paquete de herramientas en 1968. Se han entregado más de 100 millones de paquetes CARE en todo el mundo desde el primer envío a Francia. Aunque 1968 marcó el "retiro" oficial del Paquete CARE, el formato se volvería a utilizar ocasionalmente, por ejemplo, en el alivio de CARE a las repúblicas de la  antigua Unión Soviética y a los sobrevivientes de la Guerra de Bosnia. El concepto también se revivió en 2011 como una campaña en línea que alienta a los donantes a completar un "Paquete CARE virtual" con ayuda alimentaria y servicios como educación y atención médica.
1967 también marcó el primer acuerdo de asociación de CARE con un gobierno para la construcción de escuelas en Honduras. Los acuerdos de asociación con los gobiernos llevaron a los programas a convertirse en todo el país en lugar de dirigirse solo a unas pocas comunidades. Los programas de CARE durante esta era se centraron principalmente en la construcción de escuelas y centros de nutrición, y la distribución continua de alimentos. Los centros de nutrición en particular se convertirían en una de las principales áreas de concentración de CARE, vinculando con los programas de alimentación escolar y educación en nutrición dirigidos a las nuevas madres.
En 1975, CARE implementó un sistema de planificación multianual, permitiendo nuevamente que los programas se vuelvan más amplios y de mayor alcance. Los proyectos se volvieron cada vez más multifacéticos, proporcionando, por ejemplo, no solo educación para la salud sino también acceso a agua limpia y un programa agrícola para mejorar la nutrición. El sistema de planificación plurianual también aumentó el alcance de los proyectos en todo el país y las asociaciones con los gobiernos locales. Un proyecto de 1977, por ejemplo, preveía la construcción de más de 200 preescolares y jardines de infancia en Chile durante varios años, financiados conjuntamente por CARE y el Ministerio de Educación de Chile.

### 1975–1990: de CARE a CARE International
Aunque CARE había abierto una oficina en Canadá en 1946, no fue hasta mediados de la década de 1970 que la organización realmente comenzó a convertirse en un organismo internacional. CARE Canadá (inicialmente Care de Canadá) se convirtió en un organismo autónomo en 1973. En 1976, CARE Europe se estableció en Bonn tras la exitosa campaña de recaudación de fondos "Dank an CARE" (Gracias a CARE). En 1981 se creó CARE Alemania y CARE Europa trasladó su sede a París. CARE Noruega había sido creado en 1980, y CARE en Italia y el Reino Unido se establecieron. La popularidad de las oficinas de CARE en Europa se atribuyó al hecho de que muchos europeos recordaban haber recibido asistencia de CARE entre 1945 y 1955.
En 1979 comenzó la planificación para el establecimiento de una Organización paraguas para coordinar y prevenir la duplicación entre las diversas organizaciones nacionales de CARE. Este nuevo organismo se denominó CARE International y se reunió por primera vez el 29 de enero de 1982, con la asistencia de CARE Canadá, CARE Alemania, CARE Noruega y CARE EE. UU. (anteriormente simplemente CARE).
CARE International se expandiría significativamente durante la década de 1980, con la incorporación de CARE France en 1983; CARE International Reino Unido en 1985; CARE Austria en 1986; y CARE Australia, CARE Dinamarca, y CARE Japón en 1987.

### 1990 – presente: Historia reciente
Junto con un trabajo de desarrollo más amplio, los proyectos de CARE en los años 80 y principios de los 90 se centraron particularmente en iniciativas Agroforestería tales como reforestación y conservación del suelo en África oriental y América del Sur . CARE también respondió a una serie de emergencias importantes durante este período, en particular la hambruna en Etiopía de 1983-1985 y la hambruna en Somalia de 1991-1992.
La década de 1990 también vio una evolución en el enfoque de CARE sobre la pobreza. Originalmente, CARE había visto la pobreza principalmente como la falta de bienes y servicios básicos como alimentos, agua limpia y atención médica. A medida que el alcance de CARE se expandió tanto geográfica como tópicamente, este enfoque se amplió para incluir la opinión de que la pobreza en muchos casos fue causada por exclusión social, marginación y discriminación. A principios de la década de 1990, CARE adoptó un marco de seguridad medios de vida sostenibles que incluía una visión multidimensional de la pobreza que abarcaba no solo los recursos físicos sino también la posición social y las capacidades humanas. Como resultado de esto, para el año 2000, CARE había adoptado un enfoque del desarrollo basado en los derechos.

## Microfinanzas
A principios de la década de 1990, CARE también desarrolló lo que se convertiría en un modelo importante para las cooperativas microfinanzas.
Este modelo se llama Asociaciones de Ahorros y Préstamos de la Aldea y comenzó en 1991 como un proyecto piloto dirigido por la oficina de país de CARE en Níger. El proyecto piloto se llamó "Mata Masu Dubara" y CARE Níger desarrolló el modelo de Asociaciones de Ahorros y Préstamos de la Aldea adaptando el modelo de  Asociaciones de ahorro y crédito acumuladas. Los modelos de Asociaciones de Ahorros y Préstamos de la Aldea involucran grupos de aproximadamente 15 a 30 personas que regularmente ahorran y toman prestado usando un fondo grupal. Los ahorros de los miembros crean capital que puede usarse para préstamos a corto plazo y el capital y los intereses se comparten entre el grupo al final de un período determinado (generalmente alrededor de un año), momento en el cual los grupos normalmente se vuelven a formar para comenzar un nuevo ciclo. Debido a que la contabilidad requerida para administrar un modelo de Asociaciones de Ahorros y Préstamos de la Aldea es bastante simple, la mayoría de los grupos se independizan con éxito (no necesitan ayuda de administración externa) dentro de un año y disfrutan de una alta tasa de supervivencia grupal a largo plazo. CARE ha creado más de 40.000 proyectos de Asociaciones de Ahorros y Préstamos de la Aldea (más de un millón de miembros en total) en África, Asia y América Latina y en 2008 lanzó Access Africa, que tiene como objetivo extender la capacitación de los modelos de Asociaciones de Ahorros y Préstamos de la Aldea a 39 países africanos para 2018.
El modelo también ha sido ampliamente replicado en África y Asia y por otras grandes ONGs, incluidas Oxfam, Plan International y Catholic Relief Services.
CARE Reino Unido, lanzó más tarde la iniciativa lendwithcare, que permite a los miembros del público hacer microcréditos, incluidos préstamos verdes, a empresarios en África y Asia. Evita muchas de las críticas dirigidas a  Kiva.org.

## Acrónimo redefinición y 50 aniversario
En 1993, CARE, para reflejar su estructura organizativa internacional, cambió el significado de sus siglas por tercera vez, adoptando su nombre actual de "Cooperativa de Asistencia y Socorro en todas partes". CARE también marcó su 50 aniversario en 1994.
CARE amplió la confederación a doce miembros a principios de la década de 2000, con CARE Países Bajos (anteriormente la Agencia de Ayuda para Desastres) uniéndose en 2001 y CARE Tailandia (llamada Raks Thai Foundation) se unieron en 2003, convirtiéndose en el primer miembro nacional de CARE en un país en desarrollo.
La conocida campaña "Soy poderoso" de CARE se lanzó en los EE. UU. en septiembre de 2006 y tenía la intención de atraer la atención pública al enfoque de larga data de la organización en el empoderamiento de las mujeres. CARE afirma que sus programas se centran en las mujeres y las niñas porque los pobres del mundo son  desproporcionadamente femenina y porque se cree que el empoderamiento de las mujeres es un motor importante del desarrollo. CARE también enfatiza que considera que trabajar con niños y hombres es una parte importante del empoderamiento de las mujeres, y que el empoderamiento de las mujeres beneficia a ambos géneros.
En 2007, CARE anunció que para 2009 ya no aceptaría ciertos tipos de ayuda alimentaria de los Estados Unidos por un valor de unos US$ 45 millones al año, argumentando que este tipo de ayuda alimentaria es ineficiente y perjudicial para los mercados locales. Específicamente, CARE anunció que renunciaría a toda monetización de la ayuda alimentaria en especie de los Estados Unidos (excedente de alimentos estadounidenses enviados a organizaciones benéficas en el mundo en desarrollo que luego venden los alimentos en el mercado local para financiar proyectos de desarrollo) y toda la ayuda alimentaria destinada a establecer una ventaja comercial para el donante, y aumentaría su compromiso de comprar ayuda alimentaria localmente. CARE también anunció que ya no aceptaría alimentos del Departamento de Agricultura de los Estados Unidos a través del programa Comida para la paz (ventas en condiciones favorables) o la Sección 416 (eliminación de excedentes) porque estos programas están destinados principalmente a establecer una ventaja comercial para la agricultura estadounidense.
En 2011, CARE agregó su primer miembro afiliado, CARE India, y en 2012 la junta directiva de CARE aceptó a CARE Perú como el segundo miembro afiliado de CARE. CARE India se convirtió en miembro de pleno derecho en noviembre de 2013. La unta directiva de CARE aceptó a CARE Perú como miembro de pleno derecho de la confederación en junio de 2015.
CARE es actualmente una de las únicas ONGs importantes que hace pública su base de datos de evaluación de proyectos y realiza regularmente un metaanálisis de metodologías de evaluación y el impacto organizacional general.

## Estructura de CARE
CARE International es una confederación de catorce miembros nacionales de CARE, coordinada por la Secretaría de CARE International. La Secretaría tiene su sede en Ginebra, Suiza, con oficinas en Nueva York y en Bruselas para establecer contactos con las Naciones Unidas y las instituciones europeas respectivamente.
Cada Miembro Nacional de CARE es una organización no gubernamental autónoma registrada en cada país, y cada Miembro lleva a cabo actividades de programas, recaudación de fondos y comunicaciones tanto en su propio país como en los países en desarrollo donde opera CARE. Hay catorce miembros nacionales. Los catorce miembros nacionales de CARE y cuatro miembros afiliados son:
| CARE Miembros                                             | Se unió a la confederación a partir de: | Sitio web                    |
| --------------------------------------------------------- | --------------------------------------- | ---------------------------- |
| CARE Australia                                            | 1987                                    | www.care.org.au              |
| CARE Canada                                               | 1946                                    | www.care.ca                  |
| Chrysalis Sri Lanka *                                     | 2017                                    | chrysaliscatalyz.com         |
| CARE Dinamarca                                            | 1987                                    | www.care.dk                  |
| CARE Alemania-Luxemburgo                                  | 1981                                    | www.care.de                  |
| CARE Egipto *                                             | 2017                                    | www.care.org.eg/             |
| CARE Francia                                              | 1983                                    | www.carefrance.org           |
| CARE India                                                | 2011                                    | www.careindia.org            |
| CARE Indonesia *                                          | 2017                                    |                              |
| CARE Internacional Japón                                  | 1987                                    | www.careintjp.org            |
| CARE Morocco *                                            | 2017                                    |                              |
| CARE Países Bajos                                         | 2001                                    | www.carenederland.org        |
| CARE Noruega                                              | 1980                                    | www.care.no                  |
| CARE Austria                                              | 1986                                    | www.care.at                  |
| CARE Peru                                                 | 2012                                    | www.care.org.pe              |
| Fundación Raks Thai (CARE Tailandia)                      | 2003                                    | www.raksthai.org             |
| CARE Internacional Reino Unido                            | 1985                                    | www.careinternational.org.uk |
| CARE EE.UU. (miembro fundador originalmente llamado CARE) | 1945                                    | www.care.org                 |

Los miembros afiliados están marcados con un asterisco (*)

### Presidentes de CARE
- 1945: Clarence Picket (presidente temporal)[37]
- 1945–1957: Murray Lincoln[37]
- 1957–1978: Harold S. Miner[38]
- 1990–1995: Malcolm Fraser[39]
- 2015-presente: Michelle Nunn[40]

## Alcance de los programas
En 2016 CARE
estuvo activo en los siguientes países (así como en los países miembros y afiliados):
| Región                                  | Países donde CARE estuvo activo en 2014 |
| --------------------------------------- | --- |
| Asia y el pacífico                      | Afganistán, Australia, Fiyi, Nepal, Bangladés, Pakistán, Camboya, Papúa Nueva Guinea, Filipinas, India, Sri Lanka, Indonesia, Tailandia, Laos, Timor-Leste,Japón, Vanuatu, Myanmar , Vietnam |
| África oriental y central               | Burundi, República Democrática del Congo, Etiopía, Kenia, Ruanda, Somalia, Sudán del Sur, Sudán, Tanzania y Uganda |
| América Latina                          | Bolivia, Guatemala, Brasil, Dominican Republic, Haiti, Cuba, Honduras, Ecuador, Nicaragua, El Salvador, Honduras, Panama, Perú, México |
| Oriente Medio, Norte de África y Europa | Albania, Armenia, Austria, Azerbaiyán, Bélgica, Bosnia y Herzegovina, Croacia, República Checa, Dinamarca, Egipto, Francia, Georgia, Alemania, Irak, Jordania, Kosovo, Líbano, Luxemburgo, Macedonia, Montenegro, Marruecos, Países Bajos, Noruega, Rumania, Serbia, Suiza, Siria, Turquía, Emiratos Árabes Unidos, Reino Unido, Cisjordania y Gaza y Yemen. |
| Norteamérica                            | Canadá y los Estados Unidos de América. |
| África del Sur                          | Madagascar, Malawi, Mozambique, Zambia y Zimbabue |
| África occidental                       | Benín, Burkina Faso, Camerún, Chad, Costa de Marfil, Ghana, Guinea, Liberia, Malí, Níger, Senegal, Sierra Leona y Togo. |

Se llevaron a cabo un total de 962 proyectos de desarrollo y ayuda humanitaria en estos países, con 80.120.323 millones de personas directamente contactadas. El desglose por región fue el siguiente:
| Región                                  | Participantes directos | Proyectos |
| --------------------------------------- | ---------------------- | --------- |
| África oriental y central               | 9.086.533              | 200       |
| América Latina y el Caribe              | 965.705                | 93        |
| Oriente Medio, Norte de África y Europa | 3.616.754              | 194       |
| Asia y el Pacífico                      | 56.738.386             | 329       |
| África del Sur                          | 4.640.456              | 80        |
| África occidental                       | 5.072.468              | 137       |

Para el año fiscal 2016, CARE reportó un presupuesto de más de 574 millones de euros y un personal de 9.175 (94% de ellos ciudadanos locales del país donde trabajan).

## Respuesta de emergencia
CARE apoya la ayuda de emergencia, así como los programas de prevención, preparación y recuperación. Según los informes, en 2016, CARE llegó a más de 7,2 millones de personas a través de su respuesta humanitaria. Los principales sectores de atención de emergencia de Care son la seguridad alimentaria, el refugio, el lavado y la salud sexual y reproductiva. CARE es signatario de los principales estándares y códigos de conducta humanitarios internacionales, incluido el Código de Conducta para el Movimiento Cruz Roja Internacional y Media Luna Roja y las ONG en casos de desastre, los estándares de Esfera y el Asociación Internacional de Responsabilidad Humanitaria (HAP).

## Redes y alianzas
CARE es signatario de los siguientes estándares de intervención humanitaria: el Código de Conducta para el Movimiento Internacional de la Cruz Roja y de la Media Luna Roja y las ONG para el socorro en casos de desastre, los estándares de Esfera, y el estándar humanitario central
Además, CARE es miembro de una serie de redes cuyo objetivo es mejorar la calidad y la coordinación de la ayuda humanitaria: el  Proyecto de Creación de Capacidad de Emergencia (BCE), El Consorcio de agencias humanitarias británicas (CBHA), la  Red de aprendizaje activo para la rendición de cuentas y el desempeño en la acción humanitaria (ALNAP), el Comité Directivo para la Respuesta Humanitaria (SHCR), tel Consejo Internacional de Agencias Voluntarias (ICVA), y la Carta de Responsabilidad de las INGO. CARE también participa regularmente en campañas conjuntas de promoción con otras ONG importantes. La Campaña global para la acción del cambio climático es un ejemplo.